# Наполеоновская итальянская лира

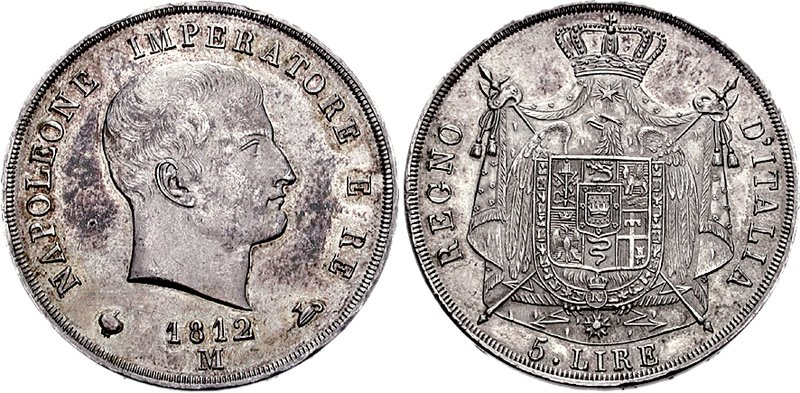
Монета 5 наполеоновских лир

Наполеоновская итальянская лира — лира, введённая императором Наполеоном I в качестве денежной единицы провозглашённого в 1805 году Королевства Италия. Несмотря на то, что Королевство Италия было захвачено и ликвидировано австрийцами в 1814 году, наполеоновская лира находилась в обращении на территории Северной Италии вплоть до 1822 года, когда была заменена австрийской лирой. Состояла из 20 сольдо или 100 чентезимо.

## Монеты наполеоновской итальянской лиры
Монеты лиры наполеоновского Королевства Италия изготавливались из меди, биллона (10 чентезимо), серебра и золота. Чеканка производилась на монетных дворах Милана (знак монетного двора «M»), Венеции — знак «V» и Болоньи — «B». Гравер Луиджи Манфредини.
| Изображение | Название                 | Диаметр (мм) | Вес (г) | Металл            | Дата выпуска    |
| ----------- | ------------------------ | ------------ | ------- | ----------------- | --------------- |
|             | 1 чентезимо              | 19           | 2,1     | Медь              | 1807-1913       |
|             | 3 чентезимо              | 23           | 6.27    | Медь              | 1807-1913       |
|             | 1 сольдо = 5 чентезимо   | 27,5         | 10.95   | Медь              | 1807-1913       |
|             | 10 чентезимо             | 18           | 2       | Серебро 200 пробы | 1808-1913       |
|             | 5 сольдо = 25 чентезимо  | 15           | 1,25    | Серебро 900 пробы | 1808-1914       |
|             | 10 сольдо = 50 чентезимо | 18           | 2,5     | Серебро 900 пробы | 1808-1914       |
|             | 15 сольдо = 75 чентезимо | 32           | 3,75    | Серебро 900 пробы | 1808-1910, 1914 |
|             | 1 лира                   | 23           | 5       | Серебро 900 пробы | 1808-1914       |
|             | 2 лиры                   | 28           | 10      | Серебро 900 пробы | 1807-1914       |
|             | 5 лир                    | 37           | 25      | Серебро 900 пробы | 1807-1914       |
|             | 20 лир                   | 21           | 6,451   | Золото 900 пробы  | 1808-1914       |
|             | 40 лир                   | 26           | 12.903  | Золото 900 пробы  | 1807-1914       |